# 岩手県道199号大更好摩線
岩手県道199号大更好摩線（いわてけんどう199ごう おおぶけこうません）は、岩手県八幡平市大更から盛岡市玉山区芋田へ至る、かつて存在した岩手県の一般県道である。

## 概要
全区間JR花輪線と並行し、八幡平市中心部と盛岡市玉山市街地とを結ぶメインルートとなっている（好摩側では県道129号を介して国道4号へ接続）。途中好摩街道・鹿角街道両踏切で2度花輪線と交差。国道282号に比べ交通量は少なく、沿道は田園風景が広がっている。なお現在部分開通している（国道282号の）西根バイパスとは立体交差しており直接は繋がっていない（当線から西根BPへの出入不可）。

### 路線データ
- 実延長：8,685.8m[1]
- 起点：八幡平市大更第21地割（大更郵便局前・県道191号交点）
- 終点：盛岡市玉山区芋田字上芋田（国道4号交点・県道129号重複）

## 歴史
- 1976年（昭和51年）10月1日 - 西根好摩線として県道に認定される[1]。
- 2005年（平成17年）9月1日 - 市町村合併により、県道名が大更好摩線に変更される[2]。
- 2016年（平成28年）3月31日 - 岩手県道301号渋民田頭線に統合され、廃止される[3]。

## 路線状況

### 重複区間
- 岩手県道129号好摩停車場線（盛岡市好摩字夏間木〜盛岡市芋田字上芋田）

## 地理

### 通過する市町村
- 八幡平市 - 盛岡市

### 交差・接続する道路
- 岩手県道191号大更停車場線（八幡平市大更第21地割）→282号交点まで重複。
- 岩手県道129号好摩停車場線（盛岡市好摩字夏間木）

（以降終点まで県道129号と重複）